# Керинейска кошута
Керинейската кошута е необикновено красива кошута (женски елен) описван в древногръцката митология, като свещено животно на богинята Артемида, а вероятно свързано и с култа към нейния брат-близнак Аполон. Възможно е да бъде представяно и като сърна, но пак женска, както и в първоначалната версия на легендата да е било някакъв вид антилопа или в действителност да е било кон.
Според легендата за него, животното е относително едро (по-голямо от бик) и е част от по-голямо стадо и 4 от другите подобни на него са впрегнати в колесницата на богинята, а само това се скита полу-диво по Керинейския хълм, но и то принадлежи на (богинята|Диана)
, откакто й е подарено/посветено от нимфа на име Тайгета, за благодарност, че е я опазила от похотта на Зевс, превръщайки я в кошута.
Изглежда, че Киринейската кошута е използвана от Артемида за опустошаване  на посевите на онези, които са я разгневили (Аполон и Артемида са въобще богове с власт над поразяващите хората злочестини) и може би представлява зооморфна персонификация на летните пожари или на вредителите по житните култури. Във всеки случай - много особено и мощно създание, с рога от злато, кожа от сребро и копита от бронз и извънредно пъргаво и бързо. Поради това, когато Евристей, цар на градовете Микена и Тиринт, възлага на Херкулес, който временно е негов роб по желание на богинята Хера, като поредният му (3-ти) подвиг, от предвидените му в негова полза 10, които накрая стават 12, да залови съществото и да му го достави живо в Микена, това се нарежда сред най-мъчните за довеждане до победен край дела.
Рогата на кошутата са дълги (и повече подобни на тези на елен-мъжкар) и са видимо доста опасни, а нравът на животното е пакостен и агресивен. Все пак Херакъл разполага с надеждна броня (кожата на Немейския лъв) и опасно оръжие (стрели напоени с отровата на Лернейската хидра), така че на Киринейската кошута й се налага да избяга от него. След това, той цяла година я гони, първо на Север, чак до Хиперборея и до река Дунав (на връщане донася оттам маслини, които засажда в Олимпия), а после и в южна посока, чак до река Ладон, недалеч от планината Артемизия, където именно я улавя. Има различни версии за това, как точно постига последното, но е явно, че първо съумява да я омаломощи, а вероятно и да я приспи, като я одрасква с една от стрелите си, от което съществото не умира въпреки съдържащата се в тях отрова, но все пак става възможно да бъде настигнато и хванато. Когато това става и животно е вече вързано и поведено, към столицата на Евристей (вероятно все още не и с отчупени като трофей рога), според една от версиите на легендата (отразена под формата на рисунки), Херкулес среща Аполон, който се сражава с него за кошутата, но в последна сметка предполагаемо му я отстъпва. Според друга (писмено запазената версия), по пътя си героят попада на боговете-близнаци и те го упрекват, за неговото кощунство, но иначе не го нападат, а когато научават, че не е действал по своя лична инициатива, а защото такава е била заповедта дадена му от Евристей (любимеца на Хера), те му прощават прегрешението и го пускат да си върви, вместо да го убият, което така или иначе е напълно във възможностите им. Също така, те не му отнемат и плячката и вероятно дори му подаряват рогата й.
След като животното е заведено живо и здраво при царя, той го освобождава и то след това отново е на разположение на Артемида, но изглежда вече е много по-кротко.